# Sigillo europeo per la protezione dei dati
Il Sigillo europeo per la protezione dei dati è la certificazione ufficiale europea per la protezione dei dati ai sensi del Regolamento generale sulla protezione dei dati (RGPD). Secondo l'art. 42 RGPD, lo scopo di questa certificazione è quello di dimostrare "la conformità al RGPD delle operazioni di trattamento da parte dei titolari e dei responsabili del trattamento". Sono oltre 70 i riferimenti alla certificazione inclusi nel RGPD, che comprendono vari obblighi, quali:
- L'adeguatezza delle misure tecniche e organizzative;
- La condivisione dei dati con i responsabili del trattamento;
- La protezione dei dati fin dalla progettazione e per impostazione predefinita;
- I trasferimenti internazionali dei dati.

L’adozione dei sigilli europei per la protezione dei dati rientra nella responsabilità del Comitato europeo per la protezione dei dati (EDPB) ed è riconosciuta in tutti gli Stati membri dell’UE e dello SEE.

## Implementazione
Parallelamente all'adozione del RGPD, diversi progetti di ricerca europei hanno lavorato sulla certificazione RGPD. Ciò ha portato alla specificazione dei criteri Europrivacy che sono stati trasferiti in European Centre for Certification and Privacy (ECCP). Europrivacy è gestito dal Comitato Internazionale di Esperti di ECCP.
Nell'ottobre 2022, l'EDPB ha approvato i criteri Europrivacy per fungere da sigillo europeo per la protezione dei dati ai sensi dell'art. 42 del RGPD. Nel 2024, Europrivacy è stato convalidato dall'Ente europeo di accreditamento per l'accreditamento ai sensi dell'art. 43 RGPD. Da allora, sono stati accreditati diversi Organismi di Certificazione e sono stati consegnati i primi sigilli europei per la protezione dei dati.